# Cyrtosperma
Genre
Classification phylogénétique
Cyrtosperma est un genre de plantes de la famille des Araceae.

## Liste d'espèces
- Cyrtosperma johnstonii (N.E.Br.) N.E.Br. (syn. : Alocasia johnstonii N.E.Br.)
- Cyrtosperma macrotum Becc. ex Engl. (syn. : Cyrtosperma hastatum Alderw.)
- Cyrtosperma merkusii (Hassk.) Schott - Taro géant des marais (syn. : Cyrtosperma chamissonis (Schott) Merr., Cyrtosperma edule Schott, Cyrtosperma lasioides Griff.)

## Espèces déplacées vers d'autres genres
- Pour Cyrtosperma americanum Engl., voir Anaphyllopsis americana (Engl.) A.Hay
- Pour Cyrtosperma senegalense (Schott) Engl., voir Lasimorpha senegalensis Schott